# 22498 Willman
22498 Willman este o planetă minoră (asteroid) din centura de asteroizi. A fost descoperită pe 5 iunie 1997 la Observatorul Național Kitt Peak de Spacewatch. 
Obiectul prezintă o orbită caracterizată de o semiaxă mare de 3,1636744 UAi, o excentricitate de 0,16, o înclinație de 6,99079 ° în raport cu ecliptica.